# Monument à Antoine Watteau
Ne doit pas être confondu avec Tombeau d'Antoine Watteau.
Le Monument à Antoine Watteau est une sculpture réalisée par Henri Désiré Gauquié et dédiée au peintre Antoine Watteau. Cette sculpture est située dans le jardin du Luxembourg à Paris.
Une jeune femme assise sur le muret est figurée déposant des roses au pied du buste de Watteau.

## Histoire
L'érection du monument a été décidée par la questure du Sénat en juin 1896. Une souscription publique est alors lancée et le groupe sculpté est inauguré le 8 novembre 1896.

## Détails

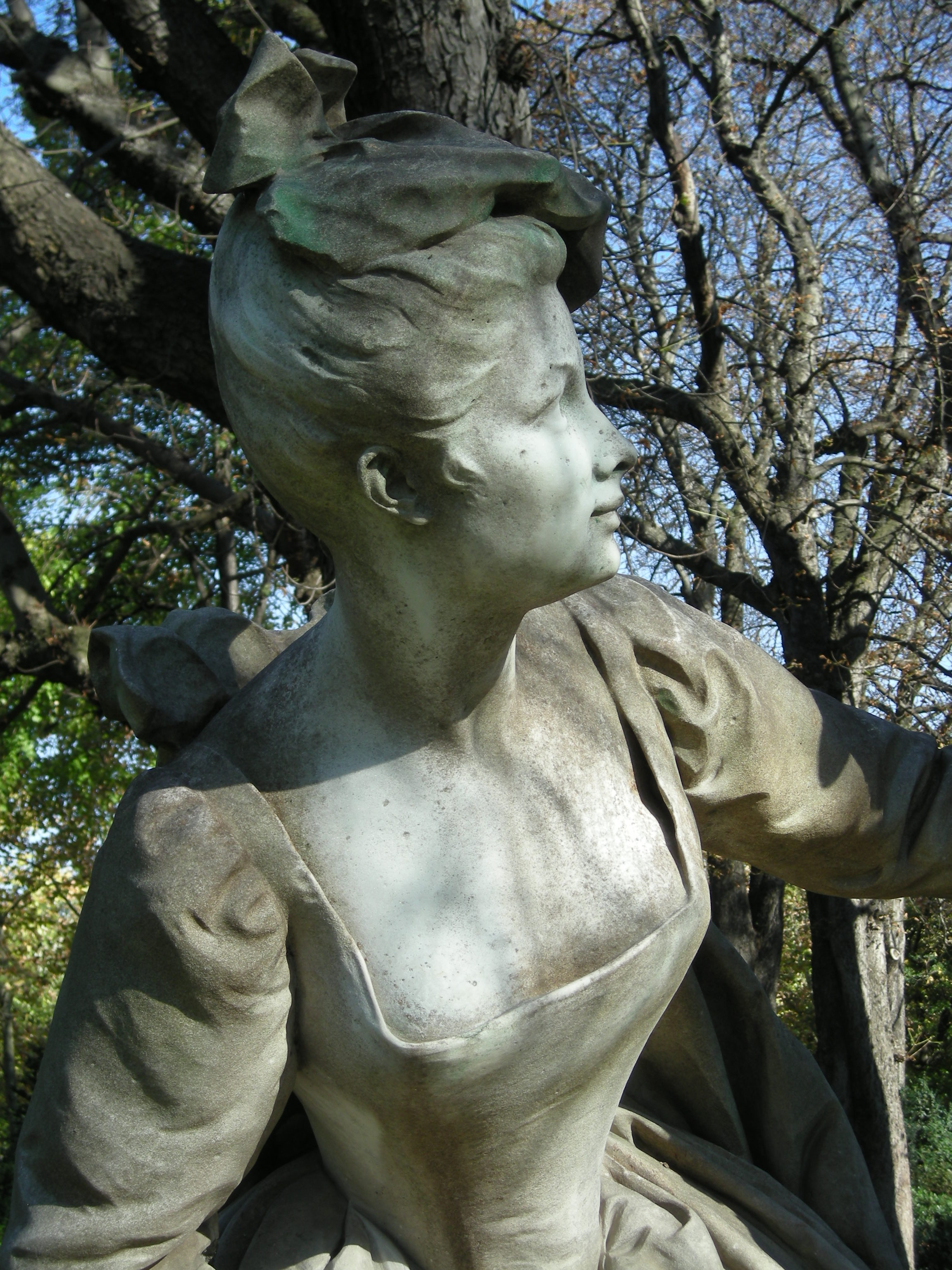
La femme du monument dédié à Watteau.